# فريدي ميركوري
فريدي ميركوري (بالإنجليزية: Freddie Mercury)‏ ولد باسم فاروق بولسارا (ફારોખ બલ્સારા) كان مطرب وموسيقي ومؤلف أغاني بريطاني عاش في الفترة بين 5 سبتمبر 1946 حتى توفي في 24 نوفمبر 1991 بسبب ذات الرئة القصبية التي حدثت له كمضاعفاتٍ عن الإيدز. يشتهر فريدي على الأخص بأدائه الصوتي لفرقة كوين.

## سيرة حياته
ولد ميركوري في 5 سبتمبر 1946 في المحمية البريطانية زنجبار (والتي هي اليوم جزء من تنزانيا). والداه بومي وجير بولسارا هما بارسيون من منطقة غوجارات في محافظة بومباي في الهند البريطانية. يعتبر ميركوري وعائلته من أتباع الديانة الزرداشتية.
درس ميركوري في مدرسة سنت بيتر، في مدرسة بنشغني بالقرب من بومباي (بومبي الجديدة، الهند). كان من أفضل الطلاب وكانت له شعبيّة قوية في المدرسة وكانت واضحة مهارته في لعب البيانو. وكان له قدرة غريبة حيث كان يستمع إلى الراديو ويعيد عرض ما سمعه على البيانو.

## الفرقة
انضم ميركوري في الجامعة في لندن إلى مجموعة من الطلاب وهم براين ماي وروجر تايلور وكان المطرب الرئيسي في الفرقة في 1971 استمرت هذه التشكيلة بالإضافة إلى جون ديكون.
تم اختيار اسم الفرقة كوين (الملكة) من قبل فريدي شخصياً وقد قوبل هذا الاسم باعتراضات حيث أن الاسم يشير إلى مثلية جنسية، وقد علق فريدي على هذا الشيء قائلاً: «أنني على دراية بان الاسم ذو دلالة مثلية ولكن يوجد طرق أخرى لتفسير الاسم» وغير اسمه إلى ميركوري في نفس الفترة التي ابتكر فيها الاسم.
تعرف على ماري اوستين وعاش معها لمدة 5 سنين، وفي تلك الأثناء تعرف على مسؤول تنفيذي في شركة ايلكترا ريكوردز وأصبح على علاقة معه ما أدى إلى انفصاله عن ماري. لكن انفصاله عنها لم يمنع من بقاء علاقة صداقة قوية بينهما تحدث عنها فريدي عدة مرات كما كان يعتبر ماري حبه الأكبر في الحياة وكتب لها العديد من الأغاني منها Love of My Life (حب حياتي) وكان أيضاً العراب لأبن ماري الأكبر ريتشارد.
اصيب بمرض الايدز في اواخر الثمانينات في 1987 ومات في بيته في غاردن لودجز.
خلال تسجيل «صنع في السماء (الجنة)» سنة 1990، كان فريدي ميركوري يعاني من مرض عضال، ويقول دافيد ريتشارد في مقابلة نشرتها مجلة رولينغ ستون (ألمانيا 1995) «استغرق منا تسجيل هذا العمل وقتا أكثر من المعتاد لأن فريدي كان في حاجة لأخذ قسط من الراحة من حين لآخر. لكنه، أراد أيضا أن يكون التسجيل كاملا ودقيقا، وأدرك أنه لن تتاح له الفرصة لمراجعة هذا العمل. وباختصار، أراد أن تكون هذه التسجيلات الأخيرة على أحسن ما يرام».[بحاجة لمصدر]
وفي سنة 1996، شُيّد نصب تذكاري لفريدي من تصميم الفنانة التشكيلية إيرينا سيدليكا في مدينة مونترو في سويسرا على أطراف بحيرة ايمما. وأميط اللثام عن النصب، بحضور العديد من الشخصيات العامة من أمثال برايان ماي وروجر تايلور ومونسرّات كاباليي وموريس بيجار وهيلجا مور.

## روابط خارجية
- فريدي ميركوري على موقع IMDb (الإنجليزية)
- فريدي ميركوري على موقع الموسوعة البريطانية (الإنجليزية)
- فريدي ميركوري على موقع روتن توميتوز (الإنجليزية)
- فريدي ميركوري على موقع ميوزك برينز (الإنجليزية)
- فريدي ميركوري على موقع ميوزك برينز (الإنجليزية)
- فريدي ميركوري على موقع رولينغ ستون (الإنجليزية)
- فريدي ميركوري على موقع تيرنر كلاسيك موفيز (الإنجليزية)
- فريدي ميركوري على موقع قاعدة بيانات برودواي على الإنترنت (الإنجليزية)
- فريدي ميركوري على موقع قاعدة بيانات برودواي على الإنترنت (الإنجليزية)
- فريدي ميركوري على موقع إن إن دي بي (الإنجليزية)